# Landkreis Weilheim-Schongau
Landkreis Weilheim-Schongau är ett distrikt (Landkreis) i Oberbayern i det tyska förbundslandet Bayern.

## Geografi
I nordöst ligger Starnbergsjöns södra strandlinje och i nordväst Ammersee.